# Omega (cantante)
Antonio Peter De la Rosa (Bonao, Provincia de Monseñor Nouel; 17 de enero de 1979) conocido por su nombre artístico Omega "El Fuerte" o sencillamente Omega, es un cantante y compositor dominicano de merengue.
Omega ha ayudado a crear y popularizar nuevos estilos musicales, actualizando el merengue con el llamado merengue urbano, también conocido como merengue de calle, y el mambo violento. Su música es una mezcla de merengue con elementos hip-hop, R&B, reguetón y electrónicos sin dejar la esencia mambera y merenguera de lado. Este nuevo género ha sido adoptado por muchos artistas de otras naciones además de influir en otras escenas musicales siendo Omega el máximo exponente de este.
Es considerado un artista talentoso y adelantado a su tiempo, con una gran creatividad y visión para la música. Además su manera de lucir en aspecto marcó toda una tendencia.

## Carrera musical
Omega comenzó a desarrollar su talento musical a la edad de 13 años después del fallecimiento de su padre, cuando formó su primer grupo de hip-hop con el que incursionó en la música a la edad de 14 años dónde hacia música en la calle.
Más adelante tras graduarse del bachillerato se trasladó a Santiago de los Caballeros para participar en concursos de rap y hip-hop llegando a dormir en la calle persiguiendo su sueño de ser artista. En dichos concursos resultó ganador y compuso una serie de jingles para negocios y canciones para grupos de carnaval. En 1990 empezó a participar en concursos y espectáculos de televisión en la República Dominicana y ganó varias competiciones de canto cuando formaba parte del grupo de rap Alfa y Omega, de donde deriva su nombre para más tarde adentrarse en el mundo del espectáculo cantando y bailando merengue. Comenzó su música mambera y merenguera pagando estudios profesionales de grabación y orquesta por su cuenta de manera independiente y promocionando su música en discotecas y con DJ's locales. Inició con la producción Puro Mambo que dio a conocer su figura con canciones como «PiriPiriPa» y «Sin Gorrito no hay cumpleaños». Más tarde, Omega enfrenta una disputa con la gente de Puro Mambo que causó revuelo.  
Desde su canción «Alante Alante» Omega decide fusionar el merengue, la bachata y el mambo con la calle, debido al auge del reguetón boricua que estaba explotando mundialmente con jerga y sonido callejero, algo que Omega fusiona con su música para crear el "merengue de calle". Dicho tema es la primera canción de Omega que se pega en todo República Dominicana y en los barrios dominicanos de Nueva York. Omega sigue inovando introduciendo electrónica en sus mambos y versionando canciones clásicas de merengue pasándolas a mambo y versionando canciones de reguetón en su estilo mambero además de sus propias composiciones que cogieron mucha fama. Su mezcla entre rapear y cantar sobre temáticas callejeras le dio mucha popularidad en los barrios del país.  
En 1998 emprende su carrera oficial en solitario con su banda Mambo Violento haciendo shows y en el 2005 publicó su primer álbum "Omega y Su Mambo Violento" con la etiqueta Allegro Music, el álbum tuvo una excelente aceptación de parte del público. Pronto se convirtió en el más sonado y solicitado en fiestas, así como en la radio. Con un estilo musical que mezclaba el merengue con elementos del género urbano y la inclusión del dembow dominicano en sus canciones empiezan a moverse por los barrios de toda Dominicana. Este estilo fue denominado como «Merengue de Calle» debido a sus temáticas callejeras de barrio y elementos de música urbana aunque en sus inicios fue criticado por los merengueros más puristas. En 2006 publica junto a su orquesta Mambo Violento los discos en directo de "En Vivola" y "Éxitos del Pasado". Para este tiempo Omega comienza la moda entre los músicos dominicanos de grabar en vivo todas sus canciones como él lo hacia. Su orquesta se hizo una de las más cotizadas y pronto el artista comenzó a presumir de un progreso que se evidenciaba en sus joyas, vestimenta, aspecto, carros, prendas y excentricidades que lo puso en el ojo público nacional debido a su personalidad extravagante y su carisma. A partir de 2007 Omega es un icono en el país, una época dónde sus actuaciones en vivo y su puesta en escena arrasa en República Dominica y entre la comunidad latina en Estados Unidos, haciendo giras en Estados Unidos. En dicho año publica un álbum independiente titulado "El Fuerte" que causó sensación entre el público y ascendió su figura a las altas ligas llegando a estar en la escena estadounidense, sin embargo sus manejadores engañaron a Omega y su etapa en Estados Unidos no fue lo fructifera que pudo ser. 
El suceso es inmediato y aunque sin un verdadero sello discográfico hasta el 2009, el artista acumula éxitos tras éxitos con la fuerza de su música, con temas como «Dólares y Cachos», «Chambonea», «Dueño», «Llorarás» entre otros éxitos nacionales dónde se hicieron muy populares sus directos en vivo interpretando dichas canciones que le permitió salir en la telivisión pública. Su peso en las calles de República Dominicana se fue expandiendo poco a poco a otros países, haciendo su música internacional y poniendo en el mapa su propio sonido de merengue electrónico callejero y su mambo violento de manera independiente y 100% orgánica. Para finales de la década de los 2000, Omega era uno de los máximos exponentes del país ganandose el respeto de otros artistas urbanos de Puerto Rico, llegando a fusionar su carrera con el reguetón boricua colaborando con exponentes como Daddy Yankee o Héctor "El Father".
Durante este tiempo como artista independiente lanza varias trabajos para expandir su música. En el 2009 publica su primer álbum oficial, que lleva por título “El Dueño Del Flow”, fue un éxito en todo el mundo publicado bajo la etiqueta Planet Records bajo licencia de Allegro Productions. Su éxito es seguido por la creación del premio "Mejor Merenguero de Calle" en los Premio Casandra (Premio Soberano) ese mismo año 2009 dónde Omega fue el primer ganador de la categoría.
Su carrera sigue con los éxitos internacionales «Si Te Vas/Qué Tengo Que Hacer», «Merengue Electrónico», «Tú Si Quiere, Tú No Quiere», «Super Estrella» entre otros temas exitosos. Dicho momento de éxito le abrió las puertas a colaboraciones con artistas internacionales como Akon y Pitbull. En el 2011 la publicación de "El Dueño del Flow 2" que es una versión deluxe actualizada del primer álbum con algunos "Bonus Tracks" y "Éxitos" volvería nuevamente a situar a Omega en la cúspide del género urbano entrando en listas internacionales teniendo un gran impacto en Estados Unidos, Latinoamérica y países de Europa como España e Italia. Su gran éxito internacional «Estrellita de Madruga» junto a Daddy Yankee dominaria el verano de 2011, muy a su pesar la canción no salió oficialmente dado que fue pirateada pero eso no impidió el éxito internacional de la misma. En sus giras con Estados Unidos, Omega residia en Miami dónde llegó a grabar canciones con artistas como 50 Cent pero debido al mal manejo de su carrera no salieron las canciones. 
Por su éxito Omega recibe el Reconocimiento del Senado de Puerto Rico come Artista Joven Destacado y un premio en el Festival Presidente en República Dominicana, que le permiten obtener reconocimiento internacional. Durante el 2010 hasta 2012, Omega realiza giras de sucesos mundiales en los Estados Unidos, España, Italia, Holanda, Bélgica y conciertos en Manhattan en la ciudad de Nueva York y en grandes escenarios como el Teatro Ritz, premios Casandra y Premios Lo Nuestro.
Tras gozar de un éxito internacional en Europa y Estados Unidos, Omega afronta una serie de difultades en su carrera de índole personal por lo que su progresión se vio detenida debido a repetidos choques con la justicia entre los años 2012 y 2014 con pasos momentáneos en prisión y a la mala gestión de su carrera por su equipo y él mismo, filtraciones, cancelación de contratos, ausencia en shows y demás contratiempos. Su carrera se vio truncada desde el año 2016 hasta 2018 por su ingreso a prisión dónde cumplió 2 años. En esta etapa fue ayudado por su amigo Akon, dado que firmó con su sello Konvict Kartel y publicó su álbum "Mi Libertad" cuando quedó libre tras 8 meses de condena pero debido al incumplimiento de su acuerdo volvería a prisión en 2017. En su salida definitiva de prisión el artista siguió cosechando éxitos como «Festival de Caretas» y su show en directo volvió a retomar importancia, el maestro incluso consiguió hits virales como «Pegao» en 2021 que dio la vuelta al mundo. En la actualidad, goza de un gran estatus en Dominicana y alrededor del mundo debido a su cambio de estilo vida dejando al lado su faceta más polémica y arrepintiendose de sus errores. 

## Vida personal
Antonio Piter nació en la ciudad de Bonao, República Dominicana, hijo de Ercilia de la Rosa y Sergio Peter, en el seno de una familia muy humilde pero fue criado en el barrio de Pantoja y La Isabela en Santo Domingo en una casa de madera lo que lo llevó a trabajar desde temprana edad, ayudando a su familia en labores de agricultura.  Piter fue abandonado por su madre biológica a la edad de 6 meses dado que sus padres se separaron y su madre no quería ni podía hacerse cargo del bebé. Por lo tanto, Omega fue mantenido por su padre que le delegó la responsabilidad de su crianza a su hermana, la tía de Omega, a quién él considera su madre y a sus hijas (primas) las considera como sus hermanas. Omega cuenta con 3 hermanastras. Más adelante con 10 años su madre lo volvería a repudiar, afectando mucho a Omega. En su infancia Piter muestra un gran interés por el arte, sobre todo en la música merengue. En la adolescencia encontró un refuegio de las calles en el hip-hop y el deporte, Omega se dedicó al boxeo llegando a clasificar en la selección juvenil de la mencionada disciplina. En su juventud, antes de dedicarse a la música, se dedicó a tatuar en las calles de Santo Domingo con una máquina casera creada por él para ganarse la vida.
Omega está actualmente casado con Miguelina Sánchez y tienen dos hijas con ella, Alejandra y Mariela Sánchez. Es padre de 8 hijos, siendo padre desde muy joven.
En la actualidad, arrepentido de su pasado y en un cambio de vida da charlas comunitarias sociales sobre violencia y mensajes positivos.

## Polémicas y Asuntos legales
Omega El Fuerte ha sido durante toda su carrera una figura excéntrica y polémica en República Dominicana que movia masas de público de la misma forma en la que provocaba controversia. Su vida de lujos, excesos y grandes polémicas, acompañado de su falta de profesionalismo y estancias en prisión era un debate público en el país. Tras varios años de proceso, el maestro Omega muestra disciplina y profesionalismo en su carrera y un buen actuar en su vida privada. A lo largo de su carrera ha tenido varios problemas con su equipo de trabajo y mánagers por manejar mal su carrera y robarle dinero de regalías y shows. 
Ha sido arrestado por encuentros múltiples con autoridades en República Dominicana. Ha sido arrestado en varias ocasiones por fallar para pagar manutención al menor, violencia doméstica y ruptura de contrato.
Antes de la fama tuvo encontronazos menores con la ley que le impidieron conseguir VISA. En el año 2007 fue arrestado en Puerto Rico por las autoridades de los Estados Unidos con documentación falsa. Omega residió una temporada a finales de los años 90 en Puerto Rico de manera ilegal al llegar a la isla en yola por lo que fue deportado por las autoridades.
Omega afirma que el único caso real de violencia doméstica fue en 2008 con su exmujer, en el cual admite haber agredido a su mujer pero nunca haberla golpeado. Este caso se solucionaria con la reconciliación con su esposa y la retira de cargos al poco tiempo de presentarse. En 2012 tuvo que acudir a la corte por una demanda de un periodista que afirmaba que Omega lo agredió y rompió su cámara. En dicho año también fue denunciado por romper el móvil de una fan que lo grabó sin permiso y también fue denunciado por una bailarina por agresión física que se desestimó. La cadena estadounidense Univisión, también denunció al cantante en 2013. En 2014 se volvió a ver envuelto en un tiroteo y fue arrestado. En el 2016 fue condenado a 5 años de prisión por violencia de género contra su expareja aunque solo cumplió 2 años saliendo en libertad en 2018. En 2022 fue acusado de amenazar con un arma de fuego a un conductor, finalmente fue demostrado que era un táser eléctrico de autodefensa.

## Discografía

### Álbumes de estudio
| Año                                   | Título                     | Detalles de álbum                                                                                           | Posiciones de gráfico de la cumbre | Posiciones de gráfico de la cumbre |                 |  |
| Año                                   | Título                     | Detalles de álbum                                                                                           | USLatin                            | USTropical                         | Certificaciones |  |
| ------------------------------------- | -------------------------- | --- | ---------------------------------- | ---------------------------------- | --------------- |  |
| 2006                                  | Omega y Su Mambo Violento  | | —                                  | —                                  |                 |  |
| 2007                                  | El Fuerte                  | | —                                  | —                                  |                 |  |
| 2007                                  | En La Gran Mansión De Moca | | —                                  | —                                  |                 |  |
| 2009                                  | El Dueño del Flow          | - Liberado: 28 de julio de 2009 - Etiqueta: Allegro Music/Planet Records - Formatos: CD, descarga digital   | 27                                 | 4                                  |                 |  |
| 2011                                  | El Dueño del Flow 2        | - Liberado: 28 de abril de 2011 - Etiqueta: Allegro Music/Planet Records - Formatos: CD, descarga digital   | 36                                 | 3                                  | - RIAA: Oro     |  |
| 2016                                  | Mi Libertad                | - Liberado: 28 de octubre de 2016 - Etiqueta: El Fuerte II, Konvict Kartel - Formatos: CD, descarga digital | —                                  | —                                  |                 |  |
| "—" Denota libera aquello no gráfico. |                            | |                                    |                                    |                 |  |

### Solo
| 2009                                               | "Merengue Electronico"            | 40 | 48 | 31 | —  | - El Dueño del Flow - Etiqueta: Allegro Music/Planet Records | - RIAA: Platino - RIAA: Oro |
| 2009                                               | "Si Te Vas (Que Tengo Que Hacer)" | —  | 42 | 35 | 45 | - El Dueño del Flow - Etiqueta: Allegro Music/Planet Records | - RIAA: Platino - RIAA: Oro |
| 2009                                               | "Tu Si Quieres, Tu No Quieres"    |    |    |    |    | - El Dueño del Flow - Etiqueta: Allegro Music/Planet Records | - RIAA: Platino - RIAA: Oro |
| 2009                                               | "Chambonea"                       |    |    |    |    | - El Dueño del Flow - Etiqueta: Allegro Music/Planet Records | - RIAA: Oro                 |
| 2011                                               | "Mr. Saxobeat"                    | —  | 25 | —  | —  | - Solo - Etiqueta: Allegro Music/Planet Records              |                             |
| 2020                                               | "Pegao/Pegao Remix"               |    |    |    |    | - Solo - Etiqueta: Allegro Music/Planet Records              | - RIAA: Platino - RIAA: Oro |
| "—" Denota el solo fallado a gráfico o no liberado |                                   |    |    |    |    |                                                              |                             |

### Colaboraciones importantes
| 2008                                              | "Mi Alma Se Muere" (Fuego presentando Omega "El Fuerte" y Pitbull) | —  | —  | 1  | Escogido Pocos #III |
| 2009                                              | "Si Te Vas/Qué Tengo Que Hacer (Remix)" (junto a Daddy Yankee)     | —  | —  | —  | El Dueño Del Flow   |
| 2011                                              | "Estrellita de Madruga" (junto a Daddy Yankee)                     | —  | —  | —  | —                   |
| 2011                                              | "Dándole" (Gocho junto a Jowell y Omega "El Fuerte")               | 22 | 14 | 21 | Mi Musica           |
| 2011                                              | "El producto" (junto a Akon)                                       | —  | —  | —  | —                   |
| 2021                                              | "Se Me Nota (Agarrame) (junto a Chimbala)                          | 39 | —  | —  | —                   |
| "—" Denota que el sencillo no entró en esa lista. |                                                                    |    |    |    |                     |